# Macrotyloma bieense
Macrotyloma bieense är en ärtväxtart som först beskrevs av Antonio Rocha da Torre, och fick sitt nu gällande namn av Bernard Verdcourt. Macrotyloma bieense ingår i släktet Macrotyloma och familjen ärtväxter. Inga underarter finns listade i Catalogue of Life.